# Dansk Centralbibliotek for Sydslesvig
Dansk Centralbibliotek for Sydslesvig e.V. er det danske bibliotek i Sydslesvig. Sydslesvigs hovedbibliotek er beliggende i Nørregade tæt ved Flensborghus i Flensborg. Med sine tre lokalbiblioteker i Slesvig by, Husum og Egernførde samt to bogbusser dækker centralbiblioteket hele det sydlesvigske område. Bogbusserne er bibliotekstilbudet til dem, der ikke jævnligt har mulighed for at gå på bibliotekerne i Flensborg, Slesvig, Husum eller Egernførde. Det samlede udlån i 2013 var på godt 533.000 bind. Biblioteket servicerer desuden ca. 50 skolebiblioteker i Sydslesvig.
Biblioteket i Flensborg omfatter både et voksen- og et børnebibliotek. På bibliotekerne i både Flensborg, Slesvig og Husum er der trådløst netværk (hotspot), som bærbare computere eller smartphones kan kobles til. Til biblioteket er knyttet Den Slesvigske Samling (med over 56.000 bind fra hele Sønderjylland) og Studieafdelingen. Studieafdelingens og Den Slesvigske Samlings formål er at fremme forskning i Sønderjyllands og især Sydslesvigs historie og samfundsforhold. Afdelingen har stået for over 80 lokalhistoriske bogudgivelser. Biblioteket er desuden sekretariat for Folkeuniversitetet og tilbyder danskundervisning i samarbejde med Dansk Voksenundervisning i Sydslesvig. Siden 2008 har Nordisk Informationskontor i Sønderjylland også haft kontor på biblioteket. De otte informationskontorer i Norden er knyttet til både Nordisk Ministerråd og Foreningen Norden. Derudover samarbejder biblioteket med det tyske bibliotek i Søndergårdender og med bibliotekerne i både Syd- og Nordslesvig i dansk-tysk biblioteksforum.
Hovedbiblioteket i Flensborg fungerer også som et kulturhus med udstillinger og kulturelle arrangementer og deltager i den årligt tilbagevendende grænseoverskridende litteraturfestival litteraturfest.nu. Biblioteket er hjemsted for Sydslesvigs danske Kunstforening.

## Historie
Det danske biblioteksvæsen i Sydslesvig har rødder i den danske bogsamling i Flensborg fra 1891. Efter genforeningen i 1920 etablerede de danske sydslesvigere sit bibliotek i den historiske bygning Flensborghus. I 1925 var filialen i Slesvig kommet til og efter anden verdenskrig etableredes filialen i Husum ved vestkysten. I 1959 flyttede hovedbiblioteket ind i den nuværende moderne bygning tegnet af Holm & Grut efter en arkitektkonkurrence. I 1987 blev en ny tilbygning indviet ved samme tegnestue.

## Billeder
- Dansk Bibliotek i Husumhus i Husum / Nordfrisland
- Dansk Bibliotek i Ansgarhuset i Slesvig by
- Bogbus med eventyrmotiver